# Ермилов, Василий Тимофеевич
Василий Тимофеевич Ермилов (30 июня 1914 года, село Перкино, Рязанская губерния — дата смерти неизвестна, Серпухов, Московская область) — мастер Серпуховского молочного завода Министерства мясной и молочной промышленности РСФСР, Московская область. Герой Социалистического Труда (1971).

## Биография
Родился в 1914 году в крестьянской семье в селе Перкино Рязанской губернии. С 1942 года участвовал в Великой Отечественной войне. Служил строевым в Управлении ПВО, старшим коком на морском бронекатере № 505 дивизиона морских бронекатеров бригады шхерных кораблей Юго-Западного морского оборонительного района Балтийского флота. В 1943 году получил ранение.
После демобилизации трудился мастером на Серпуховском молочном заводе. За выдающиеся трудовые достижения в годы Семилетки (1959—1965) был награждён Орденом Ленина. В 1970 году досрочно выполнил плановые производственные задания Восьмой пятилетки (1965—1970). Указом Президиума Верховного Совета СССР от 26 апреля 1971 года «за выдающиеся успехи, достигнутые в развитии мясной и молочной промышленности» удостоен звания Героя Социалистического Труда с вручением ордена Ленина и золотой медали Серп и Молот.
Проработал на заводе до выхода на пенсию. Проживал в Серпухове.
Умер 31 октября 1974 года. Похоронен в Серпухове на Борисовском кладбище.
Награды
- Герой Социалистического Труда
- Орден Ленина — дважды (14.06.1966; 1971)
- Орден Красной Звезды (28.07.1945)
- Медаль «За боевые заслуги» (16.10.1944)
- Медаль «За оборону Ленинграда» (22.12.1942)
- Отличник социалистического соревнования мясной и молочной промышленности (1968)